# Rollo Lloyd
Rollo Lloyd (22 de marzo de 1883-24 de julio de 1938) fue un actor estadounidense que apareció en unas 65 películas. Sus películas incluyen Today We Live, Strictly Personal, The Lives of a Bengal Lancer, Mad Love, Magnificent Obsession, The Devil-Doll, Anthony Adverse, Seventh Heaven, Armored Car, The Last Train from Madrid, Souls at Sea y The Lady in the Morgue, entre otras.
En 1920, Lloyd fue seleccionado como director y actor principal para el verano en el Teatro Elitch. Tenía la tarea de contratar el elenco de verano y seleccionar las obras de teatro para la temporada.

## Filmografía seleccionada
- Midnight at Maxim's (1915) - Mr. Shye
- The Call of the Dance (1915) - Brace - Fisk's Lieutenant
- Pals First (1918) - The Squirrel
- Prestige (1931) - Capt. Emil de Fontenac
- Okay, America! (1932) - Joe Morton
- Flaming Gold (1932) - Harry Banning
- Laughter in Hell (1933) - Zeb
- Today We Live (1933) - Major
- Strictly Personal (1933) - Jerry O'Conner
- Destination Unknown (1933) - Dr. Fram
- Out All Night (1933) - David Arnold
- Carnival Lady (1933) - Harry
- Sitting Pretty (1933) - Director (no acreditado)
- Madame Spy (1934) - Baum
- Private Scandal (1934) - Insurance Agent Henry Lane
- Whom the Gods Destroy (1934) - Henry Braverman
- The Party's Over (1934) - Fred (uncredited)
- The Man Who Reclaimed His Head (1934) - Jean - de Marnay's Butler (uncredited)
- The Lives of a Bengal Lancer (1935) - The Ghasi - a Prisoner (uncredited)
- The Gilded Lily (1935) - City Editor (uncredited)
- The Mystery Man (1935) - Reporter (uncredited)
- Murder on a Honeymoon (1935) - Hotel Clerk (uncredited)
- Bride of Frankenstein (1935) - Neighbor (uncredited)
- Mad Love (1935) - Varsac - Fingerprint Expert (uncredited)
- Hot Tip (1935) - Henry Crumm
- His Night Out (1935) - Dryer (uncredited)
- Barbary Coast (1935) - Wigham
- Professional Soldier (1935) - Cabinet Member
- Magnificent Obsession (1935) - Panhandle Pete (uncredited)
- I Conquer the Sea! (1936) - (uncredited)
- Hell-Ship Morgan (1936) - Hawkins
- Desire (1936) - Clerk to Perform Wedding (uncredited)
- The Ex-Mrs. Bradford (1936) - North's 'Landlord' (717 Cosicosco St.) (uncredited)
- Parole! (1936) - Butcher (uncredited)
- The Devil-Doll (1936) - Detective
- Anthony Adverse (1936) - Napoleon Bonaparte
- Straight from the Shoulder (1936) - Mr. Blake
- Yellowstone (1936) - Franklin Ross
- White Legion (1936) - The Colonel
- The Man I Marry (1936) - Woody Ryan
- Come and Get It (1936) - Train Steward (uncredited)
- Love Letters of a Star (1936) - Sigurd Repellen
- The Accusing Finger (1936) - Dr. Simms
- Four Days' Wonder (1936) - The Tramp
- History Is Made at Night (1937) - Reservations Man at Victor's (no acreditado)
- Seventh Heaven (1937) - Matoot
- Girl Loves Boy (1937) - Dr. Williams
- Armored Car (1937) - Organist
- The Last Train from Madrid (1937) - Hernandez (uncredited)
- The Emperor's Candlesticks (1937) - Jailer (uncredited)
- Souls at Sea (1937) - Parchy (uncredited)
- The Women Men Marry (1937) - Peter Martin
- Partners in Crime (1937) - Ex-Convict (uncredited)
- The Westland Case (1937) - Amos Sprague
- Stand-In (1937) - Scriptwriter (uncredited)
- Night Spot (1937) - Vail
- Arsène Lupin Returns (1938) - Duval
- Goodbye Broadway (1938) - Merriweather
- The Lady in the Morgue (1938) - Coroner
- The Saint in New York (1938) - Bartender (no acreditado)
- Crime Ring (1938) - Mr. E.J. Goshen (no acreditado)
- Smashing the Rackets (1938) - Sam Schwartz - Butcher (no acreditado)
- Spawn of the North (1938) - Fisherman (no acreditado)